# Ford Taunus 12M/15M
Taunus 12M och 15M tillverkades av Ford i Tyskland och de hade V4-motorer på 1,2 1,5 och 1,7 liter och modellbeteckningar P4 & P6. De var framhjulsdrivna medan alla andra Ford-modeller under denna tid var bakhjulsdrivna.
Taunus 12 M var ett projekt kallat "Cardinal", där konstruktörer från Ford USA och Ford Tyskland hade till uppgift att ta fram en ny småbil, som svar på Volkswagens framgångar. En helt ny bil togs fram, ny V4 motor, med balansaxel för att minska vibrationerna, och framhjulsdrift som var något nytt för Ford. V4:an användes även av Saab som ersättare för tvåtaktaren i modellerna 95 och 96.
Denna bil kom emellertid aldrig att säljas i USA, men blev en stor framgång i Europa, tillsammans med den större 15 M.
Som kuriosa kan nämnas att V4 motorn utvecklades till V6:a och användes i Tyska Fordmodeller ända in på 1990-talet, i bland annat Ford Sierra och Ford Scorpio.